# Langenakker

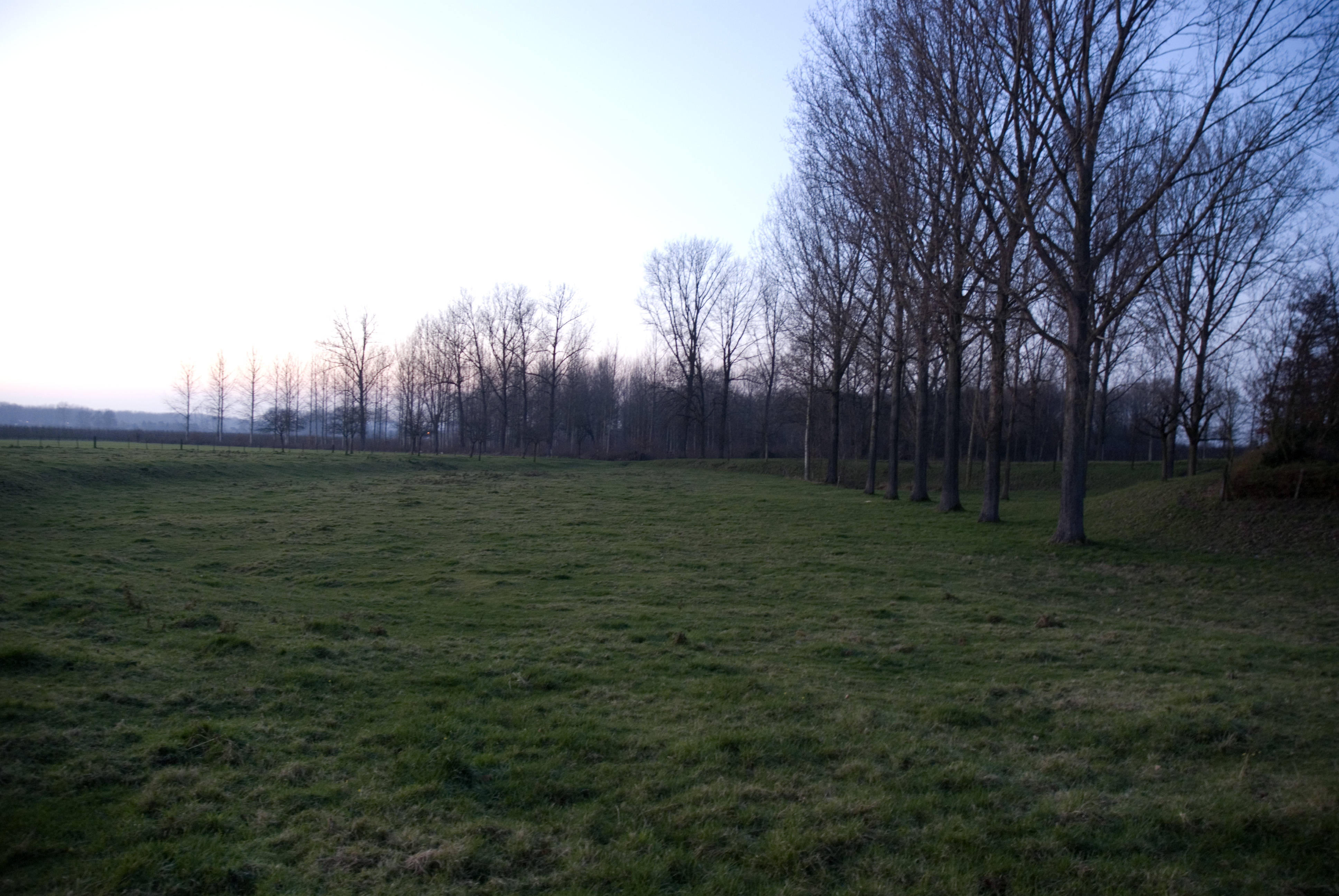
De Bonderkuil, achter Langenakker 135, waar negentien Bokkenrijders werden terechtgesteld

Langenakker is een gehucht van Wellen.

## Bouwwerken
De meeste historische boerderijen liggen langs de gelijknamige straat. Sommige hebben nog resten van de vroegere vakwerkbouw. Ze dateren uit de 19e eeuw. Drie van deze boerderijen, te weten Langenakker 46, 133 en 135, zijn geklasseerd als monument. 
Vooral Langenakker 135 is van belang. Achter deze hoeve, Bonderkuil geheten, werden in 1774 negentien Bokkenrijders terechtgesteld. Het woonhuis van de huidige boerderij is uit het begin van de 20e eeuw, maar de bijbehorende bedrijfsgebouwen zijn ouder, uit de 19e eeuw met nog resten vakwerk.
Op Langenakker 133 bevindt zich nog een fraaie vakwerkhoeve. Op Langenakker 46 is een vakwerkboerderij waarvan een zijgevel met dakpannen bedekt is. Verder bevindt zich te Langenakker 80 een open veldkapel, gewijd aan Onze-Lieve-Vrouw.
Op de plaats van een andere veldkapel aan de Langenakker, de Bonderkuilkapel, bestond al langere tijd, in elk geval in 1844, een kapel van die naam. De huidige kapel is van 1883 is toegewijd aan Onze-Lieve-Vrouw van Lourdes. Ze werd gebouwd door de familie Philippaerts, mogelijk uit dankbaarheid omdat ze gespaard waren gebleven voor een griepepidemie.